# Christian Slater
Christian Slater (Nova York, 18 d'agost de 1969) és un actor i productor estatunidenc.

## Biografia
Christian Slater va néixer al món de l'espectacle, ja que la seva mare, Mary Jo Slater, era directora de càsting i el seu pare, Michael Hawkins, comediant de teatre. Des de l'edat de 7 anys, actua a No es viu més que una vegada i després en peces i comèdies musicals a Broadway.
El seu primer èxit en el cinema ve a l'edat de 17 anys amb El nom de la rosa on acompanya Sean Connery.
Encadena llavors papers en diferents pel·lícules, i algunes seran grans èxits com Robin Hood: Príncep dels lladres o Entrevista amb el vampir, i ha representat un dels papers principals en la sèrie Mr Robot.

## Filmografia

### Actor
- 1981: Sherlock Holmes: The Strange Case of Alice Faulkner (TV) de Peter H. Hunt: Billy
- 1982: CBS Library - Temporada 3,episodi 1: Charlie
- 1983: ABC Weekend Specials - Temporada 6, episodi 1: Billy
- 1983: Living Proof: The Hank Williams Jr. Story (TV) de Dick Lowry: Walt Willey
- 1984: Tales from the Darkside - Temporada 1, episodi 9: Jody Tolliver
- 1985: La llegenda de Billie Jean (The Legend of Billie Jean) de Matthew Robbins Binx
- 1985: Ryan's Hope - 6 episodis: D. J. LaSalle
- 1985: Twisted d'Adam Holender: Mark Collins
- 1986: Secrets (TV) de Fred Barzyk: Bobby
- 1986: El nom de la rosa de Jean-Jacques Annaud: Adso de Melk
- 1986: L'equalitzador - Temporada 2, episodi 4: Michael Winslow
- 1986:Crime Story - Temporada 1, episodi 9
- 1986: All My Children (fulletó TV) – alguns episodis: Caleb Thompson
- 1988: L.A. Law - Temporada 2, episodi 16: Andy Prescott
- 1988: Tucker: The Man and His Dream de Francis Ford Coppola: Junior Tucker
- 1989: The Edge (TV) de Nicholas Kazan, Luis Mandoki i Carl Schenkel: el nen
- 1989: Gleaming the Cube de Graeme Clifford: Brian Kelly
- 1989: Beyond the Stars de David Saperstein: Eric Michaels
- 1989: Heathers de Michael Lehmann: J.D.
- 1989: The Wizard de Tom Holland: Nick Woods
- 1990: Tales from the Darkside: The Movie de John Harrison: Andy
- 1990: Young Guns 2 de Geoff Murphy: "Arkansas" Dave Rudabaugh
- 1990: Rebel·lió a les ones (Pump Up the Volume) d'Allan Moyle: Mark Hunter
- 1991: Robin Hood: Príncep dels lladres de Kevin Reynolds: Will l'écarlate
- 1991: Mobsters de Michael Karbelnikoff: Charlie "Lucky" Luciano
- 1991: Saturday Night Live - Temporada 17, episodi 4: convidat
- 1991: Star Trek 6: The Undiscovered Country de Nicholas Meyer: Oficial de comunicacions d'Excelsior
- 1992: Kuffs, poli per casualitat (Kuffs) de Bruce A. Evans: George Kuffs
- 1992: FernGully: The Last rainforest de Bill Kroyer: Pips
- 1992: Where the Day Takes You de Marc Rocco: Treballador social
- 1992: Cor indomable (Untamed heart) de Tony Bill: Adam
- 1993: Amor a boca de canó (True Romance) de Tony Scott: Clarence Worley
- 1994: Jimmy Hollywood de Barry Levinson: William
- 1994: Entrevista amb el vampir (Interview with the vampire) de Neil Jordan: Daniel Malloy
- 1995: Homicidi en primer grau (Murder in the first) de Marc Rocco: James Stamphill
- 1995: Catwalk de Richard Leacock: Ell mateix
- 1996: Bed of roses de Michael Goldenberg: Lewis Farrell
- 1996: Broken Arrow de John Woo: Capità Riley Hale
- 1997: Austin Powers (Austin Powers: international man of mystery) de Jay Roach: Guarda de seguretat
- 1997: Julian Po d'Allan Wade: Julian Po
- 1997: Merry Christmas, George Bailey (TV) de Matthew Diamond: Harry Bailey
- 1997: Hard Rain de Mikael Salomon: Tom
- 1998: Basil de Radha Bharadwaj: John Mannion
- 1999: Very Bad Things de Peter Berg: Robert Boyd
- 1999: Love Stinks de Jeff Franklin: Eddie
- 2000: Candidata al poder (The Contender) de Rod Lurie: Reginald Webster
- 2001: Els reis del crim (3000 miles to Graceland) de Demian Lichtenstein: Hanson
- 2001: Qui és en Cletis T? (Who Is Cletis Tout?) de Chris Ver Wiel: Trevor Allen Finch
- 2001: Zoolander de Ben Stiller: cameo
- 2002: Sale fric (Run for the Money) de Predrag Antonijevic: Taylor
- 2002: Windtalkers de John Woo: Sergent Pete "Ox" Anderson
- 2002: The West Wing - Temporada 4, episodis 7, 8 et 10: Tinent Jack Reese
- 2002: Masked & Anonymous de Larry Charles: Jugador #1
- 2003: Alias, Temporada 2, episodis 15 et 19: Neil Caplan
- 2004: Mindhunters de Renny Harlin: J.D. Reston
- 2004: The Good Shepherd de Lewin Webb: Daniel Clemens
- 2004: Pursued de K.T. Donaldson: Vincent Palmer
- 2004: Churchill: The Hollywood Years de Peter Richardson: Winston Churchill
- 2005: Alone in the Dark d'Uwe Boll: Edward Carnby
- 2005: Deal de Harvey Kahn: Tom Hanson
- 2005: Robot Chicken - Temporada 1, episodi 21: Santa Claus
- 2006: Robot Chicken - Temporada 2, episodis 1 i 3: Skater McGee / Santa Claus
- 2006: Bobby d'Emilio Estevez: Daryl Timmons
- 2006: Earl (TV) - Temporada 2, episodi 8: Woody
- 2006: Crossing the Line: narrador
- 2007: Slipstream d'Anthony Hopkins: Ray
- 2007: He Was a Quiet Man de Frank A. Cappello: Bob Maconel
- 2007: The Ten Commandments
- 2008: Lies & Illusions de Tibor Takács: Wes Wilson
- 2008: Love Lies Bleeding de Keith Samples: Pollen
- 2008: My Own Worst Enemy - Temporada 1: Henry Spivey / Edward Albright
- 2014–2015 Archer: Slater (veu) 9 episodis
- 2015: Mr. Robot de Sam Esmail: Mr. Robot
- 2016: King Cobra
- 2017: La cordillera
- 2017: Mune: Guardian of the Moon
- 2017: The Wife
- 2018: The Public
- 2018: Suicide Squad: Hell to Pay
- 2020: We Can Be Heroes
- 2023: Chupa
- 2023: Freelance

### Productor executiu
- 1998: Very Bad Things de Peter Berg

### Coproductor
- 1997: Hard rain de Mikael Salomon
- 1998: Basil de Radha Bharadwaj